# المغسال (إب)

تعديل مصدري - تعديل

المغسال هي إحدى قرى عزلة بني مدسم بمديرية إب التابعة لمحافظة إب، بلغ تعداد سكانها 661 نسمة حسب تعداد اليمن لعام 2004.